# 남항초등학교
남항초등학교는 대한민국 부산광역시 영도구 영선동4가에 있는 공립 초등학교이다.

## 학교 연혁
- 1939년 4월 1일 남항공립심상소학교 개교
- 1941년 4월 1일 남항공립국민학교 개칭[1]
- 1964년 3월 31일 신선국민학교 분리
- 1964년 5월 30일 대평국민학교 분리
- 1971년 9월 1일 꿈의 동산 건립, 민족중흥관 개관
- 1976년 6월 1일 본관 증축, 온실 및 체육관 신축
- 1995년 6월 8일 방송실, 컴퓨터실 설치
- 1996년 3월 1일 남항초등학교로 개칭[2]
- 2006년 8월 31일 과학실 현대화
- 2007년 12월 14일 반딧불이 도서관 개관
- 2008년 2월 1일 1교 1사 협약((주)사라콤 보관됨 2004-11-02 - 웨이백 머신)
- 2008년 9월 1일 영어체험활동실 개관
- 2014년 2월 17일 다목적강당 증축
- 2014년 3월 31일 한너울관 개관식
- 2014년 12월 24일 Wee클래스 구축
- 2017년 8월 29일 배움터지킴이실 설치
- 2017년 8월 29일 화장실 개량 및 교사 외벽보수, 교사 외부창호 안전난간대 설치
- 2017년 11월 20일 냉난방기 공기청정키트(17교실) 설치
- 2017년 11월 21일 화장실 개량, 음수대 설치(3개), 교내 위험 수목 정비공사, 교실 외부창호 안전난간대 설치
- 2018년 2월 14일 특수학급 환경개선 공사, 무선망 교실(3개) 구축
- 2018년 8월 17일 다양한 수업교실 준공(본관 1층)[3][4]
- 2019년 4월 19일 첨단미래교실 개관[5]
- 2020년 3월 1일 제35대 정태근 교장 부임

## 참고 자료
- 남항초등학교 - 한국교육학술정보원 학교알리미
- 부산역사문화대전